# Is This Hyperreal?
Is This Hyperreal? è il quarto album in studio del gruppo musicale tedesco Atari Teenage Riot, pubblicato nel 2011.

## Tracce
1. Activate! – 3:36
2. Blood in My Eyes – 3:47
3. Black Flags – 4:00
4. Is This Hyperreal? – 4:12
5. Codebreaker (feat. Steve Aoki) – 5:16
6. Shadow Identity – 4:12
7. Re-Arrange Your Synapses – 3:14
8. Digital Decay – 4:23
9. The Only Slight Glimmer of Hope – 3:53
10. Collapse of History – 6:57